# John Dennis (dramaturge)
Pour les articles homonymes, voir John Dennis.
 (janvier 2017).
Si vous disposez d'ouvrages ou d'articles de référence ou si vous connaissez des sites web de qualité traitant du thème abordé ici, merci de compléter l'article en donnant les références utiles à sa vérifiabilité et en les liant à la section « Notes et références ».
John Dennis (né à Londres le 16 septembre 1658 - mort le 6 janvier 1734) est un critique et un dramaturge anglais de la fin du XVIIe et du début du XVIIIe siècle. Il est considéré, avec John Dryden, comme l'un des fondateurs de la critique textuelle en langue anglaise. 

## Biographie
Après avoir voyagé en France et en Italie, il s'installa à Londres, où il fit la connaissance de John Dryden, de William Wycherley et d'autres figures littéraires notables de la période. Rendu temporairement indépendant sur le plan financier grâce à un héritage, il décida de se consacrer à la littérature. Le duc de Marlborough lui procura une place de serviteur auprès de la reine.
Ni les poèmes ni les pièces de Dennis ne sont d'un intérêt particulier, bien que l'une de ses tragédies, intitulée Liberty Asserted (« La Liberté Affirmée ») et attaquant violemment les Français sur la base de préjugés populaires, ait remporté un grand succès en 1704. L'auteur était réputé pour avoir une estime de lui-même si élevée qu'elle se rapprochait du trouble mental, et il alla jusqu'à demander en vain au duc de Marlborough une clause spéciale dans le traité d'Utrecht visant à le protéger de la vengeance française. Cette histoire, ainsi que d'autres du même acabit, pourrait fort bien être des exagérations répandues par ses ennemis, mais la personnalité ainsi mise en évidence semble authentique.

## Œuvre
Dennis est surtout resté célèbre en tant que critique, et Isaac D'Israeli, qui n'appréciait en rien le personnage, a pourtant admis que certaines de ses critiques resteraient dans les mémoires. Ses premières critiques, qui n'avaient encore rien de la rancœur qui vaudrait plus tard à l'auteur le surnom de Furius, sont les meilleures. On compte parmi elles :
- Remarks... (1696), sur l'épopée du Prince Arthur de Blackmore.
- Letters upon Several Occasions written by and between Mr Dryden, Mr Wycherley, Mr Moyle, Mr Congreve and Mr Dennis, published by Mr Dennis (1696)
- Deux pamphlets en réponse au Short View de Jeremy Collier
- The Advancement and Reformation of Modern Poetry (1701), sans doute son texte le plus important.
- The Grounds of Criticism in Poetry (1704), dans lequel l'auteur avance que les Anciens détiennent l'avantage sur les Modernes en poésie en raison de leur foi religieuse.
- Essay upon Publick Spirit (1711), dans lequel il s'insurge contre le luxe et l'imitation servile des coutumes ou modes étrangères.
- Essay on the Genius and Writings of Shakespeare in three Letters (1712)